# La Haye (Herve)
La Haye of La Haie  is een gehucht van Julémont, een deelgemeente van Herve in de Belgische provincie Luik. Het ligt zo'n kilometer ten noordwesten van het dorpscentrum van Julémont, op de grens met Saint-André. La Haye ligt op een hoogte van 210 meter in het heuvelland boven het dal van de Asse. Het landschap is getooid met weiden, graften en holle wegen. De huizen staan aan de drukke N672.
In 1469 werd er gesproken van Haga, een Latijnse naam. Het gehucht is ontstaan vanuit de hof La Haye, (een allodiaal goed). Het lag in het Hertogdom Limburg, op de grens met het Graafschap Dalhem. Op de Ferrariskaart uit de jaren 1770 is de plaats aangeduid als het gehucht Lahaye.
Het gehucht telt onder andere een aantal oude U-vormige boerderijen, waarvan de binnenplaats afgesloten is met een moer met een grote rondboog-toegangspoort. De boerderij is gebouwd met natuursteen en baksteen met hardstenen venster- en deurlijsten. Twee hardstenen wegkruizen staan tussen de bebouwing.
Tot in de jaren 80 van de 20e eeuw had het gehucht nog een eigen plaatsnaambord boven het gemeentebord Julémont. Tegenwoordig is de naam in het openbaar alleen nog te vinden op een bushalte, geschreven als La Haie.
Voor het gebruik van de kerk en school is La Haye aangewezen op Julémont.

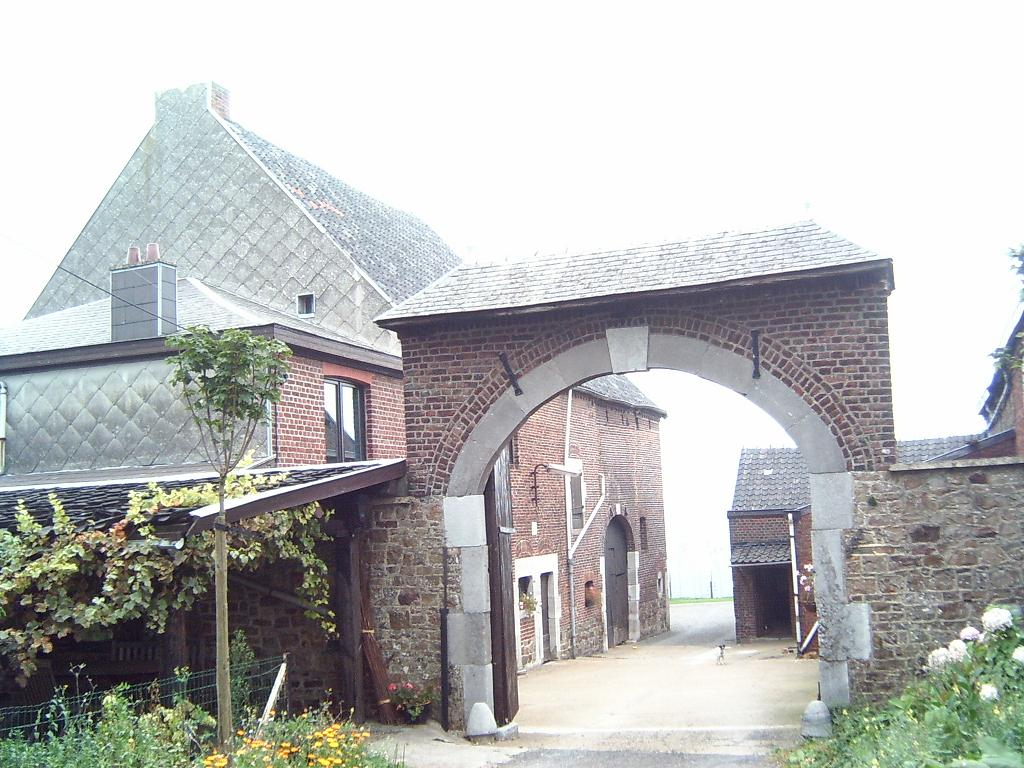
Hof in La Haye
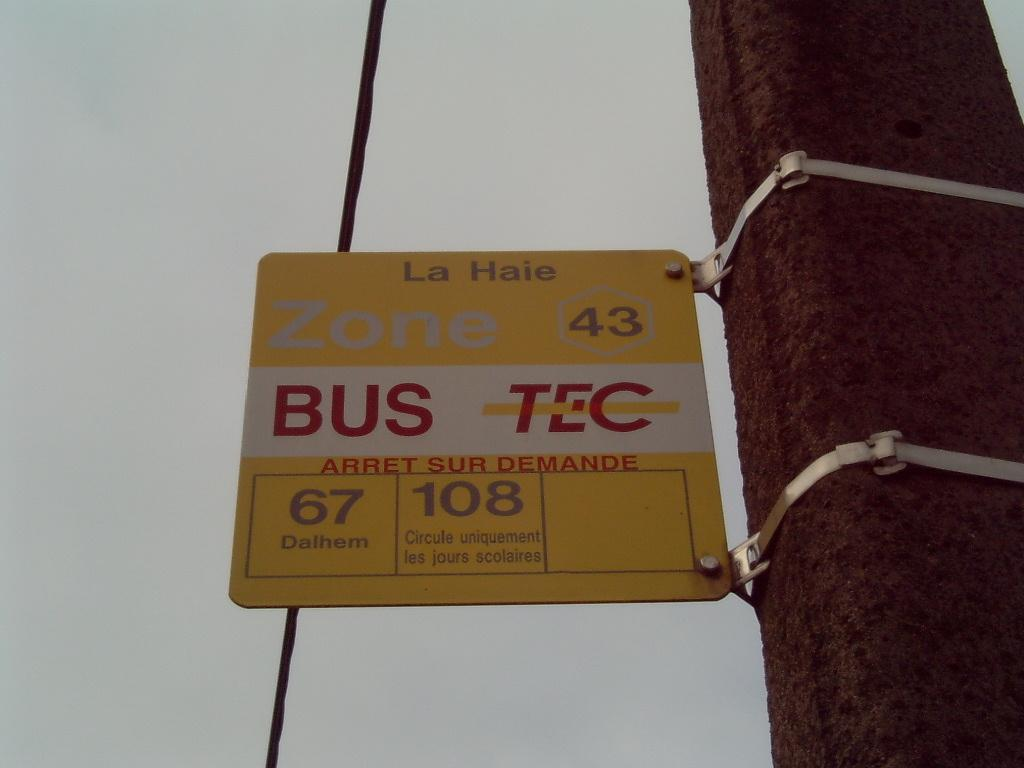
TEC-bushalte "La Haie"